# Rio Baciu (Gârbău)
O Rio Baciu é um rio da Romênia afluente do rio Gârbăul Mare, localizado no distrito de Braşov.